# Goes (stacja kolejowa)
Goes (ned: Station Goes) – stacja kolejowa w Goes, w prowincji Zelandia, w Holandii. Znajduje się na linii Roosendaal - Vlissingen. Stacja znajduje się na południe od miasta Goes.
Od otwarcia stacji w dniu 1 lipca 1868 roku budynek stacji był rozbudowywany kilka razy, aż w 1982 roku został zastąpiony przez nowy budynek zaprojektowany przez architekta Koen van der Gaast. Jednak oryginalne zadaszenie na peronie zostało zachowane. Stacja Goes składa się z jednego peronu wyspowego, od którego na północ znajduje się budynek dworca, połączony z peronem za pomocą przejścia podziemnego. Po zachodniej stronie peronu znajduje się również przejście, które prowadzi do dworca autobusowego. W 2002 roku tunel został przedłużony i wyposażony w drugie wyjście na południowej stronie dworca.
Kasy na dworcu są zamknięty od 9 grudnia 2012. Bilety kolejowe można kupić w automatach biletowych oraz w kiosku.

## Galeria

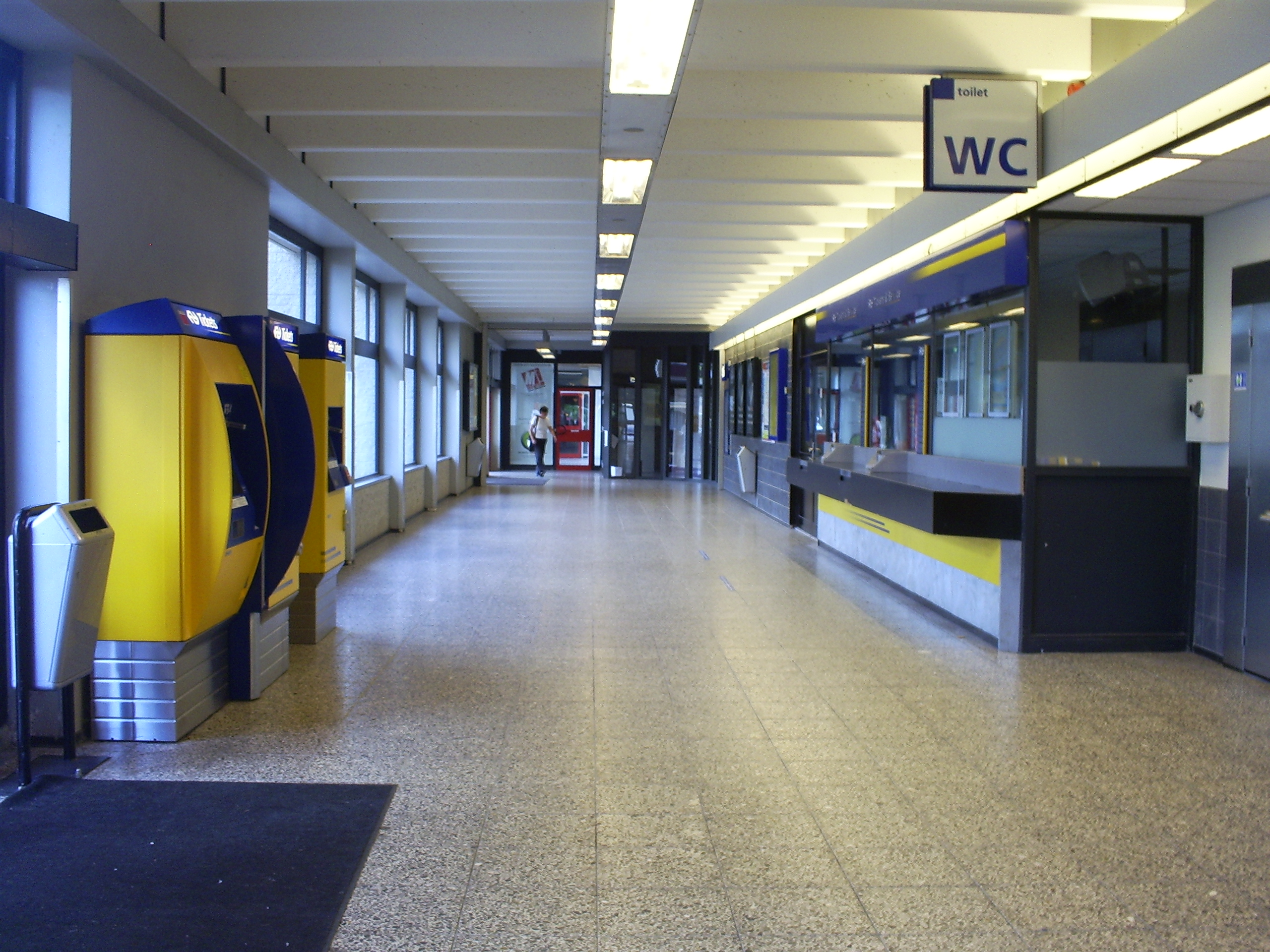
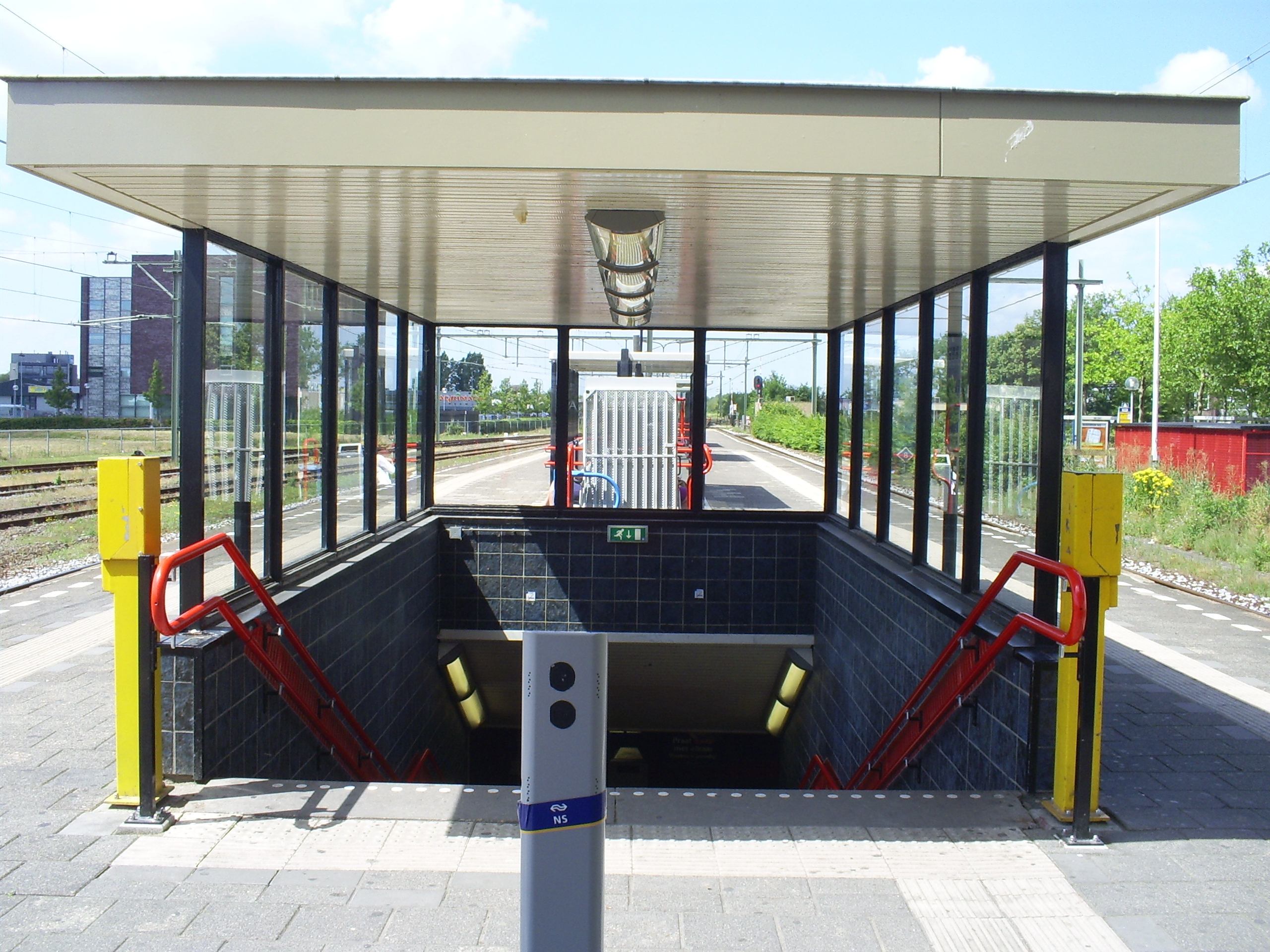
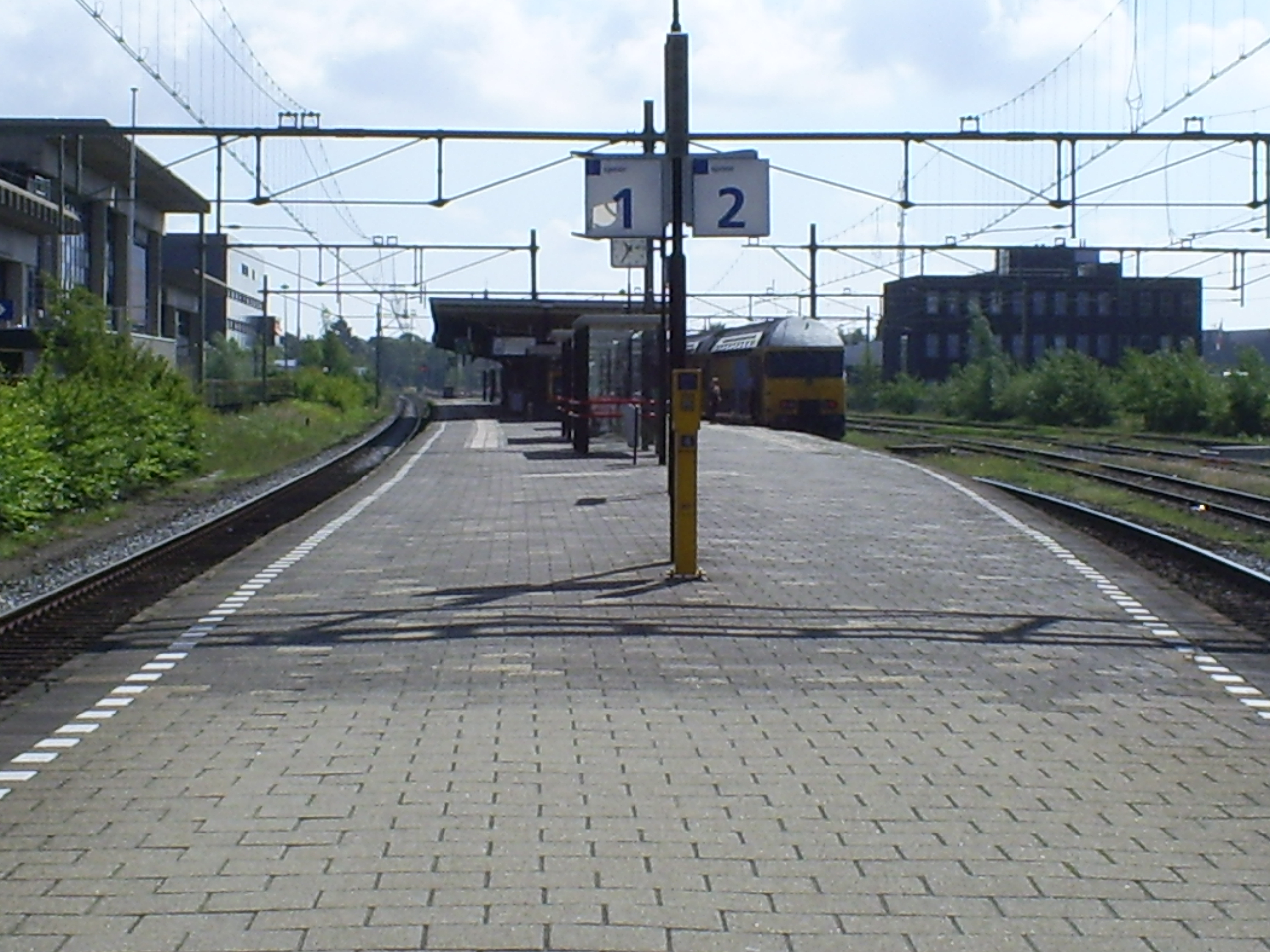
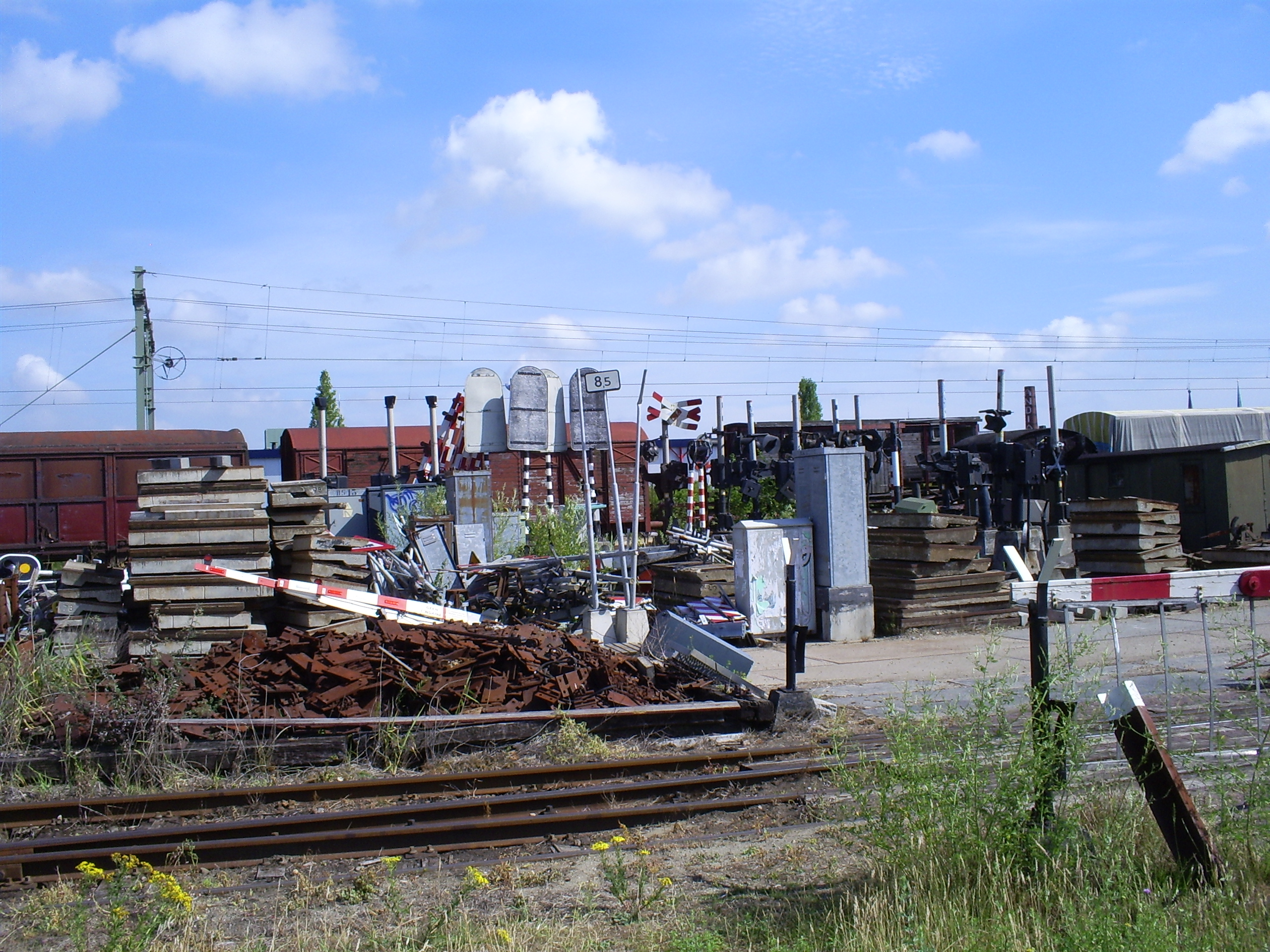
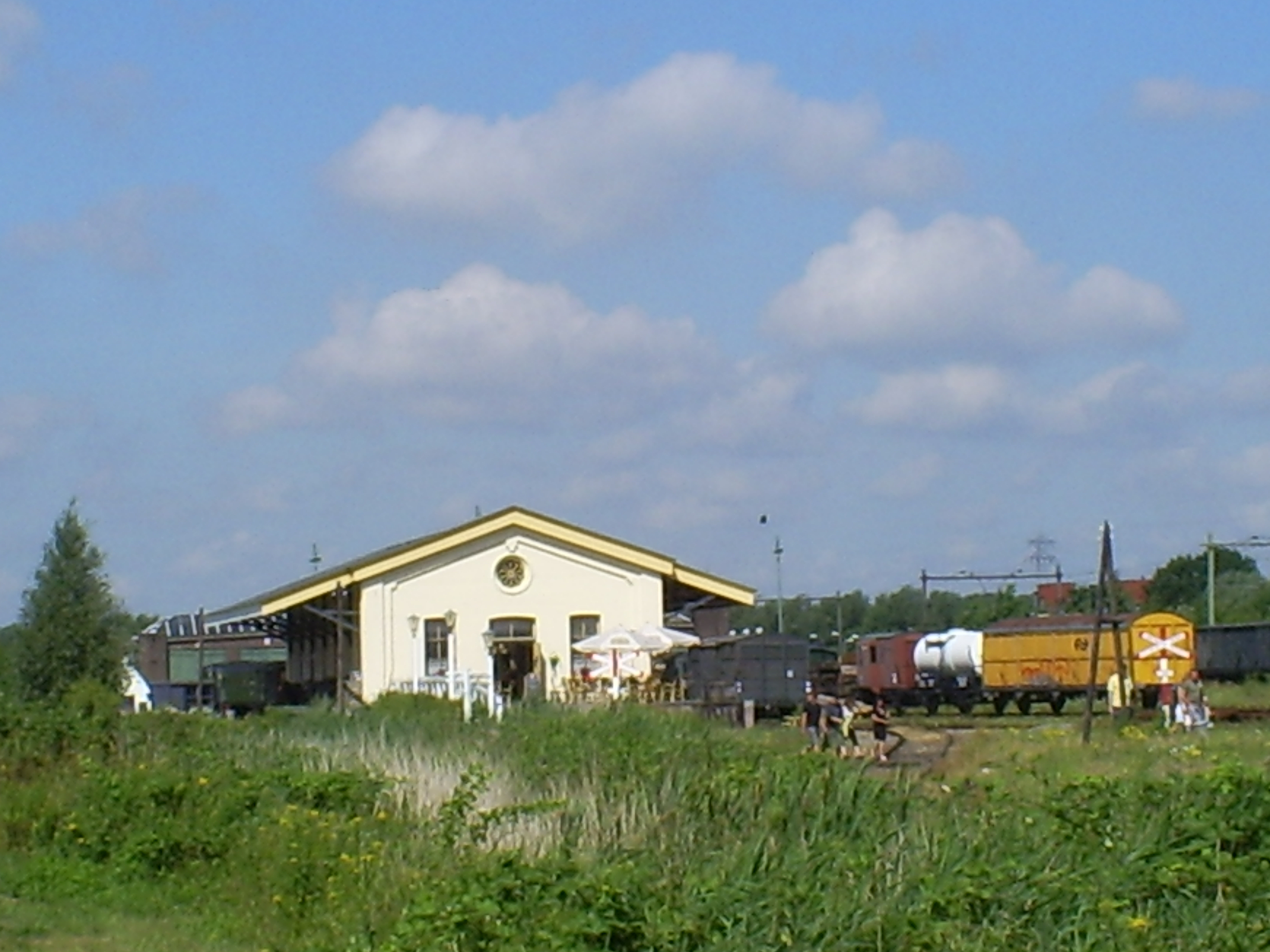
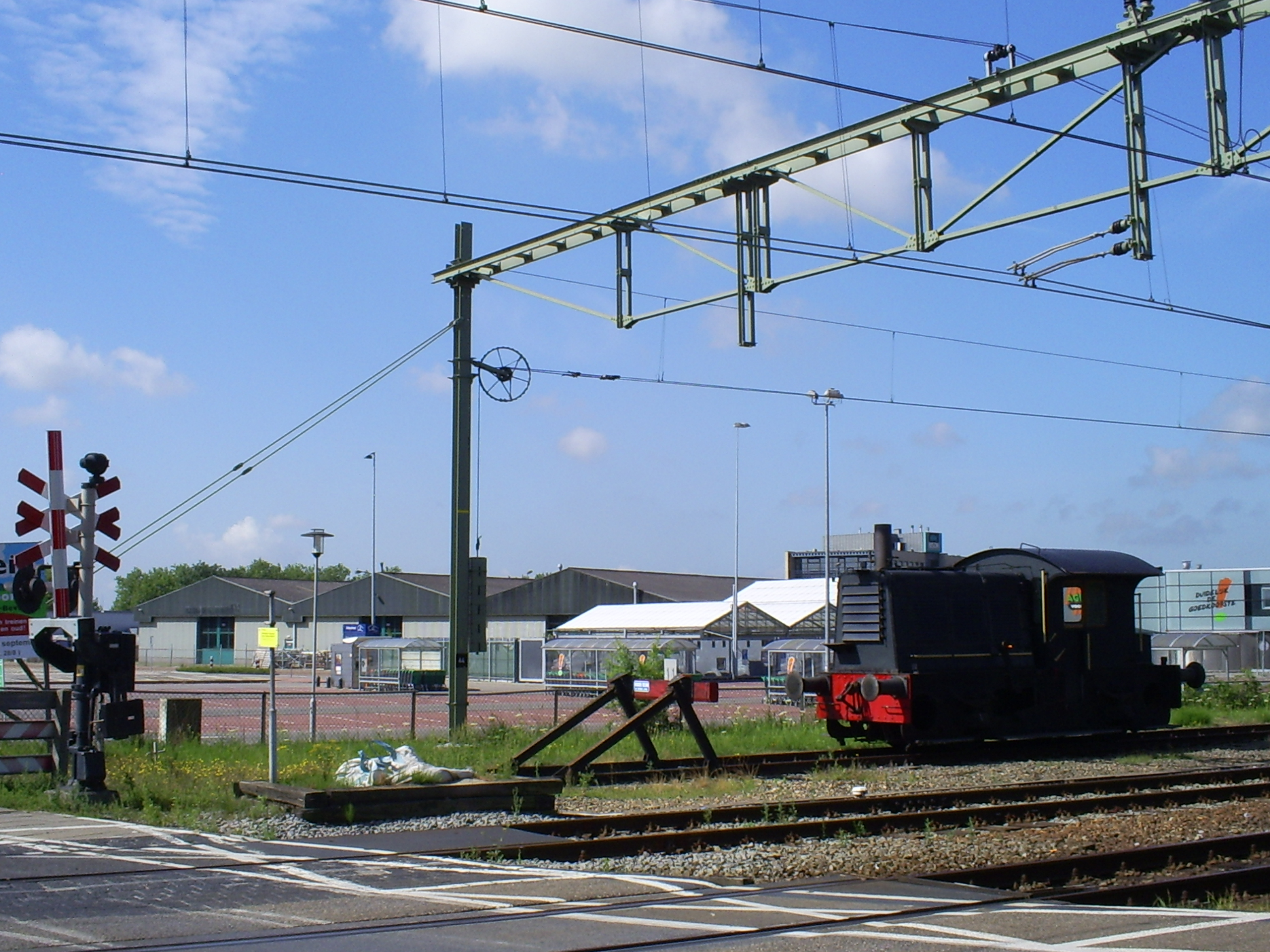
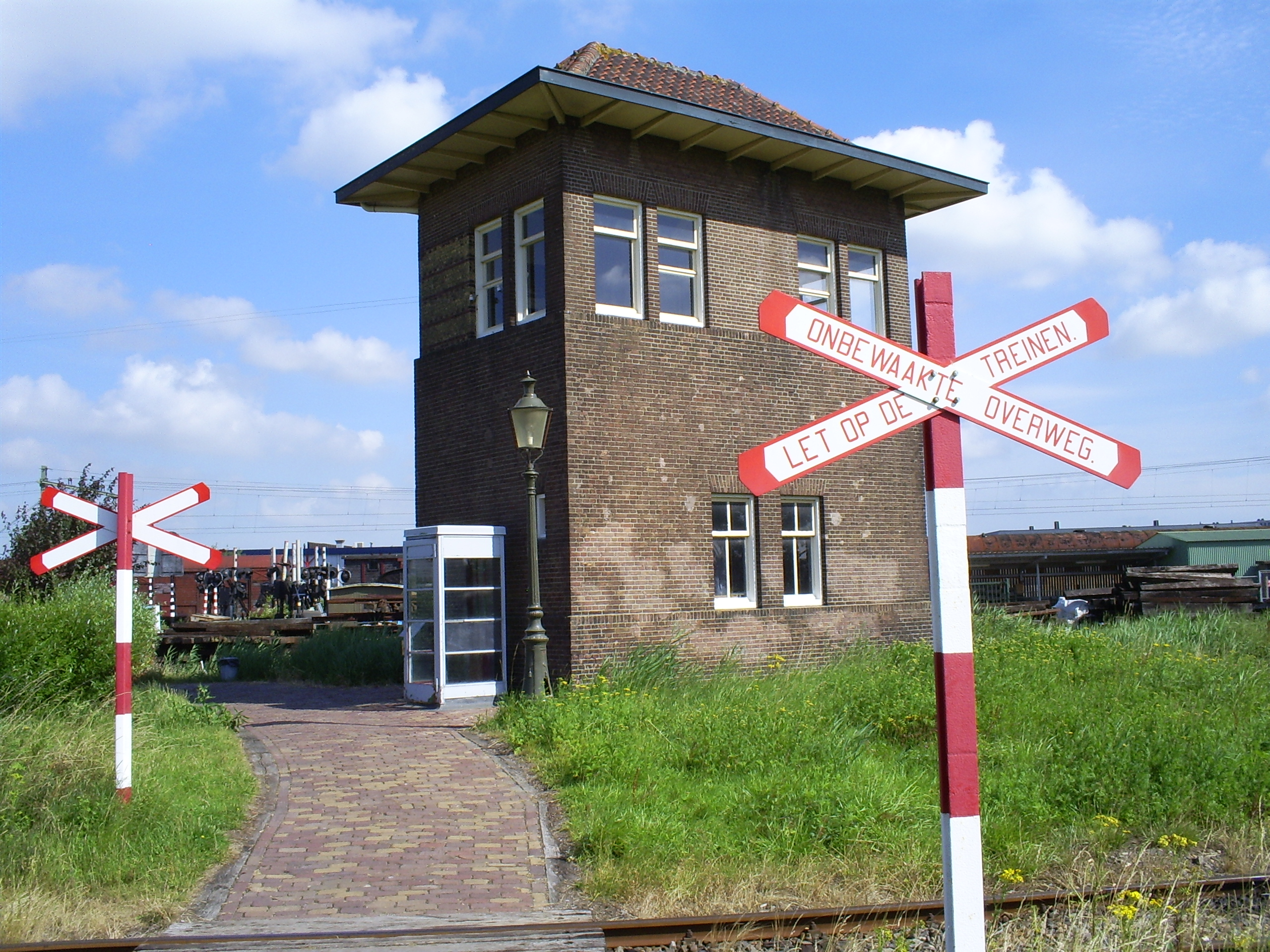

## Linie kolejowe
- Linia Roosendaal - Vlissingen